# Hibiscus liliiflorus
Hibiscus liliiflorus es una especie de hibiscus perteneciente a la familia de las malváceas. Es originario de Rodrigues, dependencia de Isla Mauricio en el Océano Índico.

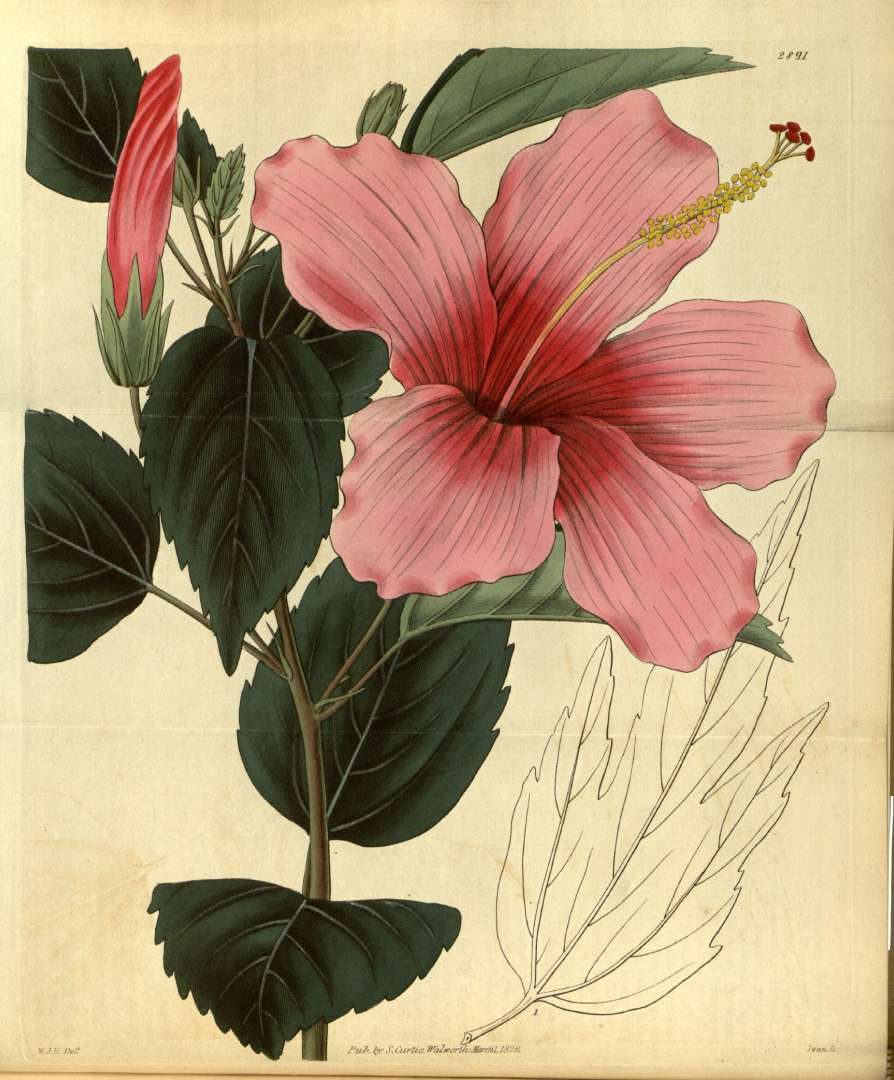
Ilustración

## Descripción
La especie se consideraba posiblemente extinguida. Ahora en Rodrigues sólo queda un único ejemplar en estado salvaje. Se encuentra cerca de la cascada Mourouk. Además , las plántulas se cultivan en viveros de Mauricio y en La Reunión, y a continuación, en Nancy y Kew a través de injertos que fueron recogidos e instalados en La Reunión.
Las flores que les siguieron fueron protegidas en particular para evitar el cruce con otros Hibiscus y las semillas fértiles dieron muchas plantas jóvenes.

## Taxonomía
Hibiscus liliiflorus fue descrita por Antonio José Cavanilles y publicado en Monadelphiae Classis Dissertationes Decem 3: 154, pl. 57, f. 1. 1787.
Etimología
Hibiscus: nombre genérico que deriva de la palabra griega: βίσκος ( hibískos ), que era el nombre que dio Dioscórides (40-90 d. C.)  a Althaea officinalis.
liliiflorus: epíteto latíno que significa "con las flores de Lilium"